# Catharylla contiguella
Catharylla contiguella là một loài bướm đêm trong họ Crambidae.